# Nathaniel Samuel
Nathaniel Samuel (ur. 4 października 1990) – nigeryjski zapaśnik walczący w stylu klasycznym. Brązowy medalista igrzysk afrykańskich w 2015. Szósty na mistrzostwach Afryki w 2015 roku.